# 竹中里美
竹中 里美（たけなか さとみ、1979年9月12日 - ）は、日本の女優・タレントである。東京都出身。ブルーエール所属。

## 来歴・人物
- 国立音楽大学附属高等学校、国立音楽大学卒業。
- 『とびっきりグルメアイランド』他テレビ番組で、レポーターとして活躍。タックルベリー2006イメージガールに選ばれ、その後オフィスジュニアに移籍し女優として活動。
- お風呂でボーッとすることやお気に入りのカフェ探しが好き。好きな色は、ピンク、白、黒。
- 既婚者で娘がいる。

### 趣味
映画鑑賞・舞台観劇・料理・ゴルフ・旅行・ホットヨガ・日本舞踊。

### 特技・資格
ピアノ・水泳・テニス・世界遺産検定2級・柔軟体操・スキューバダイビング・テーブルコーディネーター・利き酒師・普通自動車免許。

## 出演

### バラエティー
- とびっきりグルメアイランド - レポーター
- 動物の赤ちゃん大集合 - レポーター
- ニッポン…地酒紀行 - レポーター
- 究極のおせち大作戦 - MCレポーター
- ナンボDEなんぼ スペシャルinパラオ（2009年、関西テレビ）

### テレビドラマ
- 連鎖怪談（2005年、KBS京都・テレビ神奈川・テレビ埼玉・三重テレビ）
- 芋たこなんきん（2006-2007年、NHK）
- ひまわり〜夏目雅子27年の生涯と母の愛〜（2007年、TBS）
- ジャッジII（2008年、NHK） - レギュラー・小島里奈 役
- 所轄刑事4（2008年、フジテレビ） - 小野薫 役
- Cafe吉祥寺で（2008年、テレビ東京） - 第34話ゲスト・増田幸 役
- 信濃のコロンボ事件ファイル16「願望の連鎖」（2008年、テレビ東京） - 手塚美香 役
- 25分 私が初めて創ったドラマ「藤川道場物語〜奮闘・成瀬さん〜」（2009年、NHK） - 藤川圭子 役
- キイナ〜不可能犯罪捜査官〜（2009年、日本テレビ） - 亜沙美 役
- 水戸黄門 (パナソニック ドラマシアター)（TBS）
  - 第40部 第11話「悪を一喝 世話焼き美人 -象潟-」（2009年10月19日） - おゆう 役
  - 第42部 最終話「お命頂戴！御老中 -江戸-」（2011年3月21日） - 最終話ヒロイン・沙耶 役
- その男、副署長3（2009年、テレビ朝日） - 最終回ゲスト・藤倉美奈子 役
- ママは昔パパだった（2009年、WOWOW） - 木下加奈子 役
- ドラマW 一応の推定（2009年、WOWOW） - 若松はるこ 役
- 科捜研の女10（2010年、テレビ朝日） - 第2話ゲスト・広川理奈 役
- 女刑事・左近山響子（2011年、テレビ朝日） - 三井良美 役
- 内田康夫サスペンス・福原警部4（2012年、テレビ朝日） - 正江 役
- たぶらかし-代行女優業・マキ-（2012年、読売テレビ） - 第8話ゲスト・沙織 役
- 新・示談交渉人 裏ファイル2（2012年、TBS） - 伊藤恵 役
- 船上パーサー・氷室夏子 豪華フェリー殺人事件（2012年、TBS） - 安部百合子（学生時代）役
- 捜査検事・近松茂道13（2013年、テレビ東京） - 中井千秋 役
- 刑事・ガサ姫〜特命・家宅捜索班〜2（2013年、テレビ東京） - 島崎恭子 役
- 遺留捜査（2013年6月5日、テレビ朝日） - 第8話・9話（最終回）ゲスト・杉山里奈 役
- 潔癖クンの殺人ファイル 汚れた招待状（2014年、フジテレビ） - 森川めぐみ 役

### 映画・Vシネマ
- Baby's Breath 〜ママになろうよ〜 - ゆかり 役
- あにき - ヒロイン・立花優子 役
- あにき 第二章 - ヒロイン・立花優子 役
- 実録 若頭 - 神田靖子 役
- はやぶさ 遥かなる帰還 - 佐藤役

### 舞台
- 喝采（帝国劇場）
- 東京駅（芸術座）
- キノピオー（アトリエフォンテーヌ）
- 蝉しぐれ（明治座）
- 夏の夜の夢（東京芸術劇場）
- 竜小太郎公演・流し目のスナイパー（シアター1010）
- THA LIGHT STAFF（銀座小劇場）
- SPIRIT（池袋シアターグリーン）
- ゲキハピ（MAKOTOシアター銀座）
- 新説天一坊騒動 - 早乙女太一公演（明治座）
- SANTA CLAUS CON-GAME -(萬劇場)

### CM
- タックルベリー
- 2016東京オリンピック招致VTR
- 中央三井信託銀行「退職金編」（2009年3月 - ）
- ハウス食品「キーマカレー」（2010年8月 - ）
- ハウス食品「洋風スパイスシリーズ・シナモンシュガー」（2011年8月1日 - ）
- ハウス食品「香りソルト」（2011年10月1日 - ）
- ハウス食品「バーモントカレー」50周年CM （2013年4月 - ）

### 雑誌
- 至極のレストラン 2012年版、2014年版 巻頭ページ